# Ульсон, Кристина
Кристина Мария Ульсон (швед. Kristina Ohlsson; 2 марта 1979, Кристианстад) — шведская политолог и писательница. Автор романов о работе правоохранительных органов Швеции. Среди её книг "Золушки", "Маргаритки", "Заложник", "Стеклянный дом".

## Биография
Кристина Ульсон по профессии политолог. Работала в отделе по борьбе с терроризмом при ОБСЕ, а еще раньше — аналитиком в Полиции безопасности и МИДе. Опубликовала первый роман в 2009 году. Книги Ульсон переведены на многие европейские языки, она удостоена премии Stabilo, избрана членом Шведской академии детектива, которая дважды номинировала Ульсон на звание лучшего автора. Шведское телевидение снимает сериал по первым трем романам молодой писательницы.

## Публикации на русском языке
- К.Ульсон. Золушки. — Иностранка,Азбука-Аттикус, 2013. — 416 с. — ISBN 9785389054202.
- К.Ульсон. Маргаритки. — Иностранка,Азбука-Аттикус, 2013. — 416 с. — ISBN 9785389050327.
- К.Ульсон. Стеклянные дети. — Иностранка, 2014. — 252 с. — ISBN 9785389074156.
- К.Ульсон. Заложник. — Иностранка,Азбука-Аттикус, 2015. — 416 с. — ISBN 9785389074460.